# Consistoire protestant de Berlin
Le Consistoire protestant de Berlin est la plus haute autorité administrative de l'Église protestante Berlin-Brandebourg-Haute Lusace silésienne (EKBO). Son siège est au Centre protestant, Georgenkirchstrasse 69 à Friedrichshain. Jusqu'en 2000, il se trouve dans un bâtiment administratif du quartier berlinois du Hansaviertel, Bachstrasse. 1, au coin de l'Altonaer Straße.

## Histoire

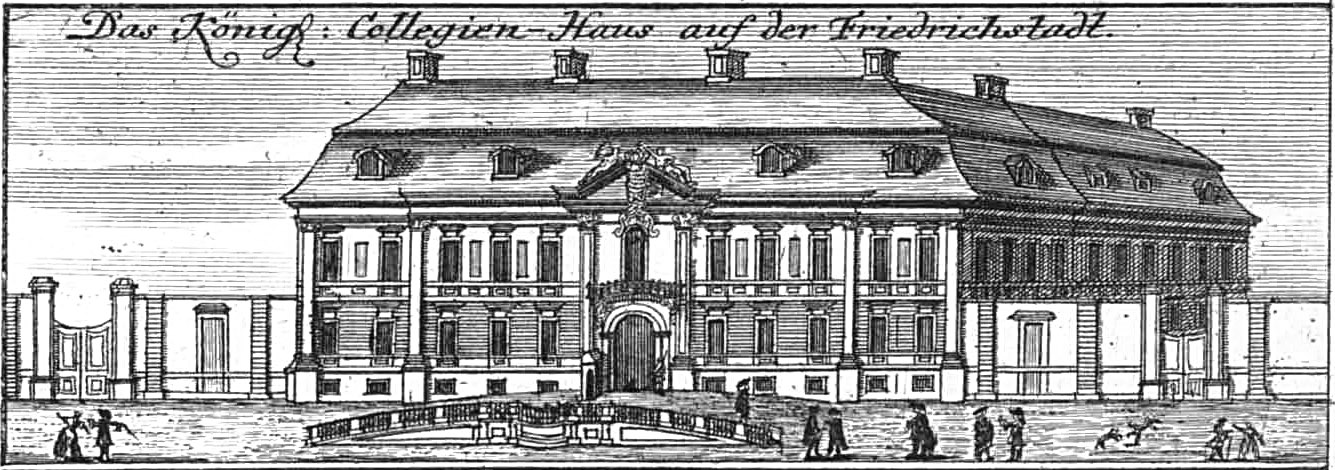
La Maison des collèges de la Lindenstrasse, 1757.

En tant qu'organisation successeur des tribunaux épiscopaux catholiques, le consistoire agit en tant qu'autorité judiciaire en matière matrimoniale et, dans le cadre du régime de l'Église souveraine, prend également en charge l'administration des écoles et des bâtiments religieux ainsi que la nomination et l'entretien du clergé. Le Consistoire de la Marche-Électorale est la première autorité ecclésiale luthérienne de Berlin à commencer son service en 1543. Dans les années 1735 à 1826, le Consistoire de la Marche-Électorale forme l'un des corps collégiaux de la Maison des collèges de la Lindenstraße (de) 15 (aujourd'hui renuméroté 14), auquel il doit son nom ; le plus connu est la Chambre d'appel. De 1750 à 1808, le consistoire est subordonné au Haut Consistoire luthérien de Prusse.

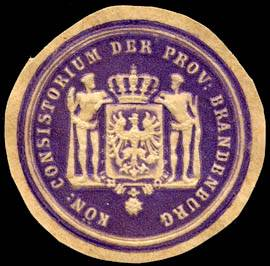
Sceau du consistoire de la province de Brandebourg

Après sa dissolution en 1808 et la prise en charge des affaires ecclésiastiques par le nouveau département de la culture du ministère prussien de l'Intérieur, la responsabilité est transférée au nouveau ministère des Affaires spirituelles, éducatives et médicales (ministère de la Culture) en 1817. Responsable de la province ecclésiastique de Brandebourg de l'Église protestante des Terres royales prussiennes, réunies depuis 1817, l'autorité s'appelle désormais Consistoire royal de Brandebourg à Berlin . Comme dans les autres provinces prussiennes, le président du consistoire respectif était toujours président du consistoire, car les consistoires sont responsables des affaires ecclésiastiques et scolaires. Après que les affaires scolaires sont transférées aux collèges scolaires provinciaux nouvellement créés en 1845, leurs propres présidents de consistoire sont nommés.
De 1850 jusqu'à ce que la province ecclésiastique de Berlin-Brandebourg devienne indépendante en tant qu'Église d'État en 1948, le consistoire, comme ceux des autres provinces ecclésiastiques de l'ancienne Prusse (de), est subordonné au Conseil supérieur de l'Église protestante (EOK), le nouvel organe exécutif central de l'Ancienne église d'État prussienne. Le consistoire est situé à la Kleine Jägerstrasse 1 à Friedrichswerder de 1826 à 1881. Lorsque la ville de Berlin est séparée de la province politique de Brandebourg avec un statut spécial le 1er avril 1881, la province ecclésiastique reste indivise. En 1881, le consistoire déménage au 26 Schützenstraße à Friedrichsstadt.
Lorsque le tribunal de chambre déménage en 1913 dans son nouveau siège, qui est aujourd'hui à nouveau utilisé, le consistoire revient à la Maison des collèges, cette fois en tant qu'utilisateur unique. Après l'abolition du régime de l'Église souveraine, le consistoire devient une institution purement ecclésiastique et est désormais appelé Consistoire protestant de Brandebourg ; le nom est changé en Consistoire protestant de la Marche de  Brandenburg après 1933. Après de graves dégâts causés par les bombardements du printemps 1944, certains bureaux du consistoire sont transférés dans les centres communautaires de l'église de la Trinité, Taubenstraße (de) 3, à Forst et à Potsdam. Le 3 février 1945, la Maison des collèges brûle complètement.
À partir d'avril 1945, Otto Dibelius prend la direction de la province ecclésiastique de Brandebourg en tant qu'évêque. Dibelius, qui n'en est pas lui-même membre, revendique la direction du consistoire, qui est entaché de décès, de renvois, de postes vacants et de démissions - Ces trois derniers sont nés des querelles et de la paralysie des comités ecclésiastiques dans la lutte ecclésiale. – le personnel est considérablement réduit. Dans son numéro d'octobre 1945, le Kirchliche Amtsblatt der Kirchenprovinz Berlin-Brandenburg rapporte que depuis mai 1945, le président du consistoire Johannes Heinrich est en pause comme demandé, que le conseiller consistorial Paul Fahland a pris sa retraite et que le conseiller consistorial Hans Nordmann a été transféré à l'église de l'Enfant-Jésus (de) comme curé. Les membres spirituels du consistoire Walter Herrmann, Fritz Loerzer (de), Siegfried Nobiling et Karl Themel (de), tous partisans des chrétiens allemands, sont licenciés. Dibelius pourvut les postes vacants avec des représentants de la vieille église confessante prussienne. Dans son numéro de mars 1946, le Journal officiel de l'Église rapporte Erich Andler (Buckow), Hans Böhm (de), prévôt de Saint-Pierre, Günter Jacob (de) et Kurt Scharf (de) comme nouveaux membres du Consistoire protestante de la Marche de Brandebourg. Au printemps 1947, le consistoire s'installe gratuitement dans le bâtiment presque intact de l'ancien EOK prussien, à la Jebensstrasse 3 Charlottenbourg. Après la division de la ville en 1948, elle se retrouve à Berlin-Ouest. Dans le domaine de la province ecclésiale devenue église indépendante en 1948 sous le nom d'Église protestante de Berlin-Brandebourg, le consistoire est le seul jusqu'en 1967 et le suffixe est donc supprimé.
Au moment de la construction du mur de Berlin, 12 des 19 membres du consistoire vivent comme frontaliers à Berlin-Est ou en RDA. Le consistoire, désormais présidé par le conseiller principal du consistoire Werner Hagemeyer, se réunit à l'Est et, avec son quorum, autorise les sept membres du consistoire vivant à Berlin-Ouest, dont le président du consistoire Hansjürg Ranke, à mener les affaires du consistoire à le siège de Berlin-Ouest sur la Jebensstrasse. Le consistoire de la région Est est situé dans la Neue Grünstrasse.
Après la scission administrative de l'Église évangélique de Berlin-Brandebourg en deux régions distinctes (Ouest et Est) à partir de 1967 et l'accord sur un loyer à partir de 1969 pour les locaux de la Jebensstrasse, le bâtiment de la Bachstrasse 1 est construit pour la région ouest de l' église d'État. En février 1972, le Consistoire de la région Ouest est créé. Seule la direction spirituelle des deux régions reste regroupée avec l'évêque commun élu à vie en 1966 en la personne du Berlinois de l'Est Kurt Scharf, qui s'est toutefois vu refuser l'entrée par la RDA après un voyage d'affaires à l'Ouest qui a été approuvé après la construction du Mur, fin septembre 1961.

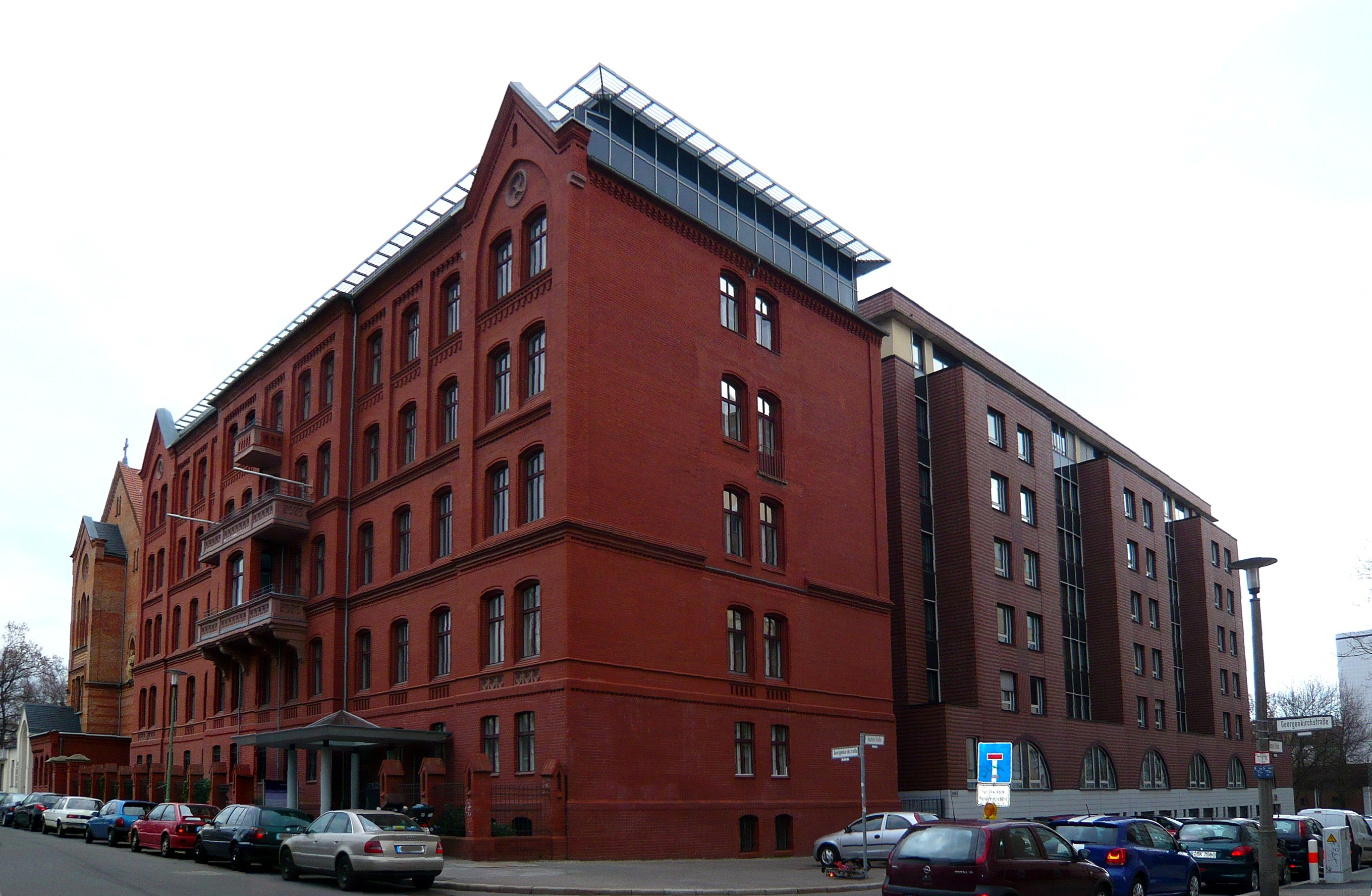
Centre protestant Georgenkirchstrasse 69, Friedrichshain

En 2000, le consistoire, réuni en 1991, emménage dans le bâtiment du Centre protestant, Georgenkirchstrasse 69, à Friedrichshain.

## Fonction actuelle et domaines de responsabilité
Outre la direction ecclésiale de l'EKBO, composée de personnes élues par le synode d'État, parmi lesquels figurent des fonctionnaires de l'Église d'État (évêque, président du synode d'État, surintendant général du district, président du consistoire et prévôt), il y a le consistoire en tant que plus haute autorité administrative de l'Église d'État, dans laquelle travaillent des employés permanents, des fonctionnaires de l'Église. Ses membres préparent les résolutions de la direction de l'église, gèrent les affaires quotidiennes de l'église régionale, sont responsables de la supervision juridique des paroisses et des districts ecclésiastiques et de la supervision du service des pasteurs, des surintendants et des responsables de l'église.
Le consistoire soutient tous les domaines de l'Église dans l'accomplissement de leurs tâches. Le consistoire est collégial. Le collège comprend le président, le prévôt et les chefs de départements (conseillers consistoriaux supérieurs juridiques et spirituels). Le consistoire est divisé en départements et départements. Le chef du consistoire est le président du consistoire, généralement un avocat. La direction théologique (département 2) relève de la responsabilité du prévôt.
- Département 1 : Le Président : Gestion du consistoire, questions du synode d'État et de la direction de l'Église, droit de l'Église d'État, etc.
- Département 2 : Théologie et vie de l'Église
- Département 3 : Personalia, pastorale spéciale
- Département 4 : Bureau de formation théologique, de formation continue et d'examen théologique
- Département 5 : Éducation, écoles et éducation religieuse
- Département 6 : Finances, patrimoine, impôts, etc
- Département 7 : Service et droit du travail, droit de l'État, archives, etc

## Création et conception du bâtiment de la Bachstrasse

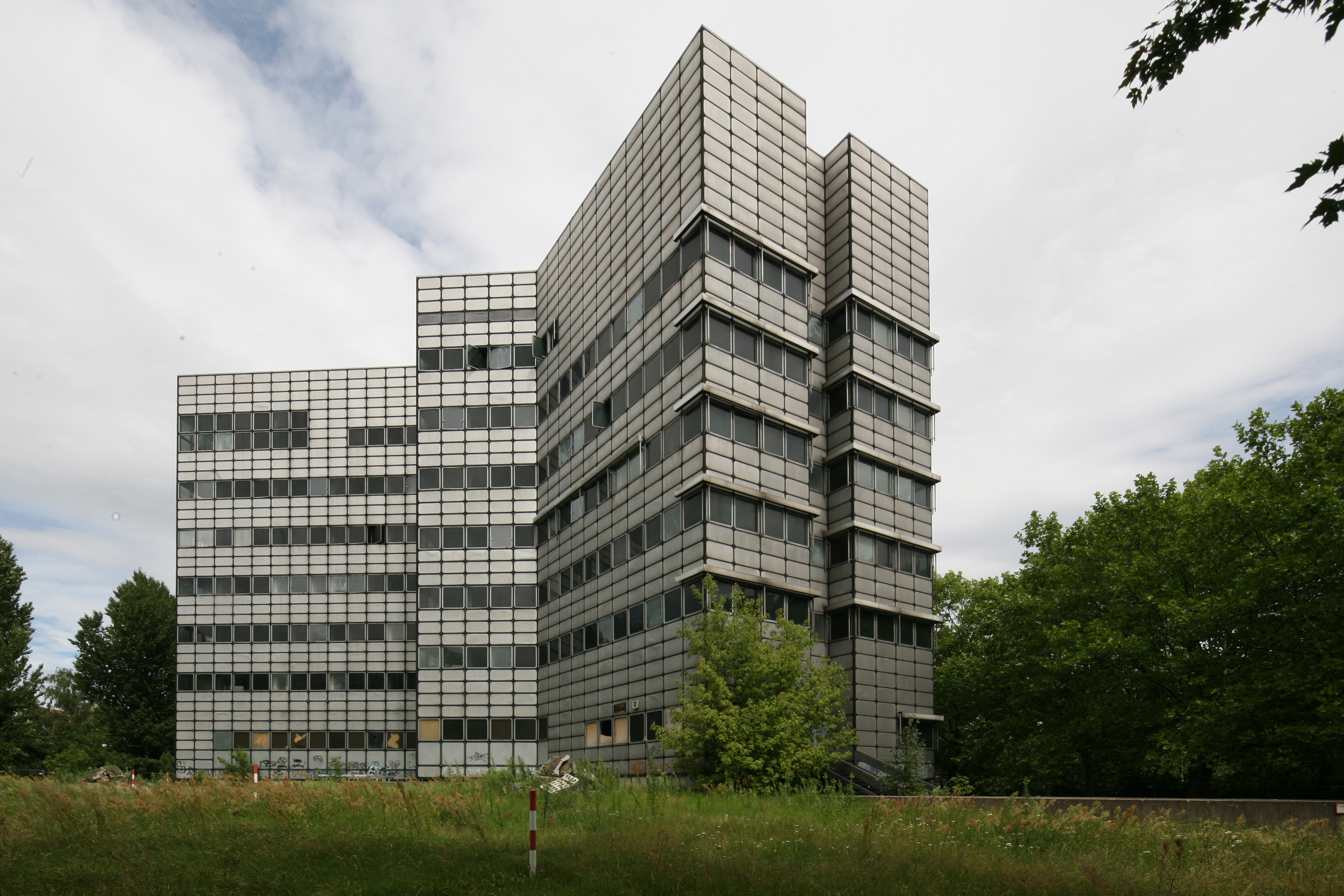
Ancien Consistoire (Ouest), Bachstrasse, Hansaviertel

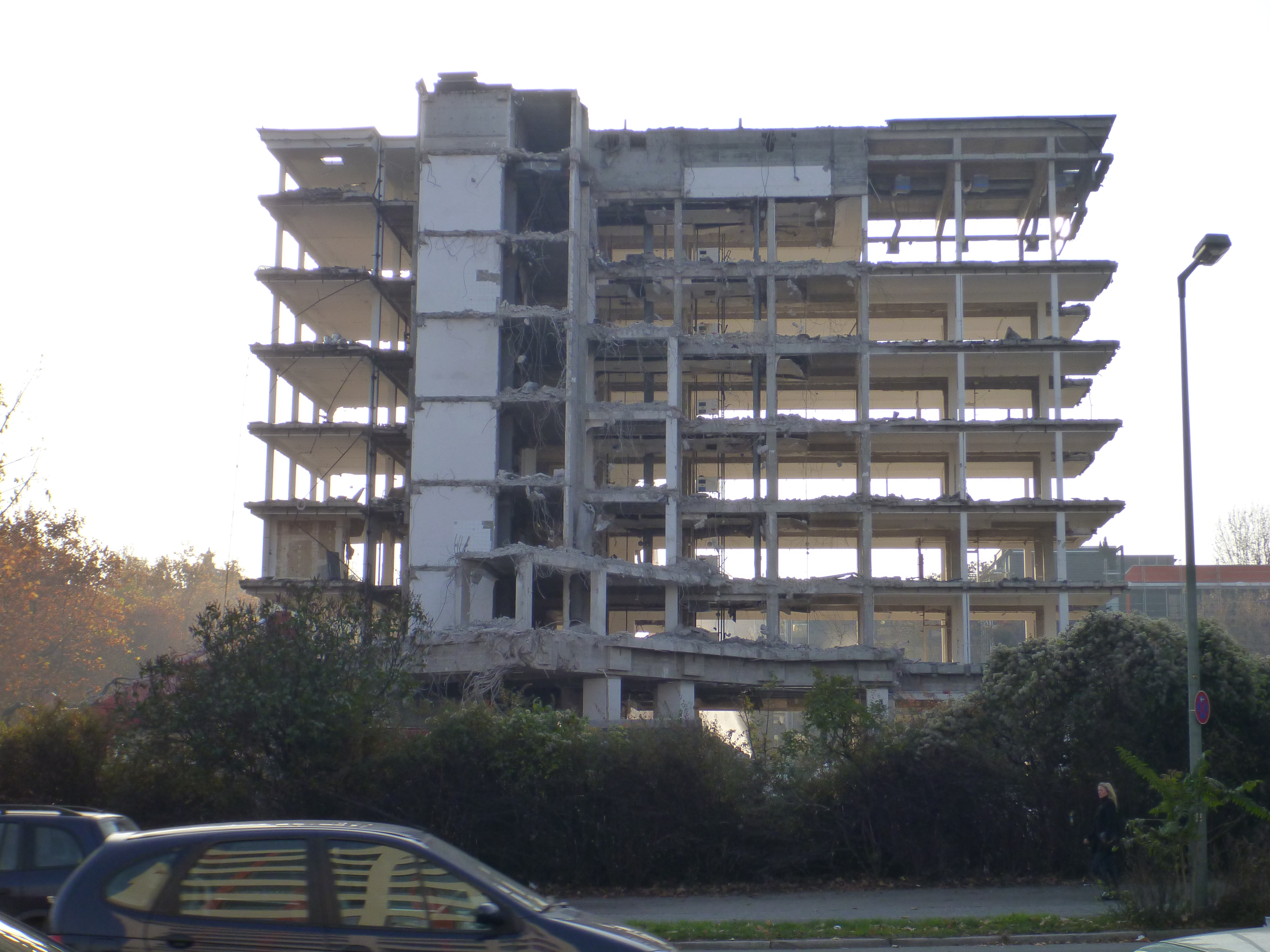
Démolition du bâtiment, 2011

Le bâtiment du Consistoire protestant de Hansaviertel (de) est conçu par les architectes Georg Heinrichs (de) et Hans Christian Müller (de) et construit entre 1968 et 1971. Le bâtiment de grande hauteur avait une façade en aluminium et un plan d'étage polygonal, semblable à la forme d'un « Y ».
Le bâtiment est vide depuis le déménagement de l'église protestante. La démolition du bâtiment, débutée en novembre 2011, fait polémique. Non seulement la grande qualité de conception du bâtiment joue un rôle ici, mais aussi le fait qu'il s'intègre très bien dans le concept global du Hansaviertel. Cela signifie que, sur le plan conceptuel, il contraste complètement avec les nouveaux bâtiments qui s'y trouvent désormais, dans le sens du plan du centre-ville.

## Présidents et prévôts
Présidents de consistoire
- 1702-1709 : Daniel Ludolf von Danckelmann (de)
- 1709-1815 : ?
- 1815-1824 : Georg Christian von Heydebreck (de) (en tant que haut président)
- 1825-1840 : Magnus Friedrich von Bassewitz (en tant que haut président)
- 1840-1847 : August Werner von Meding (en tant que haut président[11])
- 1847-1862 : Carl Otto von Voss
- 1862-1865 : Ludwig Emil Mathis (de)
- 1865-1891 : Immanuel Hegel
- 1891-1904 : Albrecht Christian Schmidt (de)
- 1904-1925 : Hermann Steinhausen
- 1925-1933 : August Gensen
- 1934-1936 : Paul Walzer (de)
- 1936-1937 : Georg Rapmund
- 1937-1938 : Ewald Siebert, par intérim
- 1938-1945 : Johannes Heinrich
- 1945-1960 : Hans Ludwig von Arnim (de)[12]
- 1960-1971 : Hansjürg Ranke (à partir de 1967 pour le consistoire de la région Ouest)

Consistoire Région Ouest 1967-1991
- 1960-1971 : Hansjürg Ranke (pour le consistoire indivis jusqu'en 1967)
- 1971-1983? : Wilhelm Flor (de)[13]
- 1983?–1994 : Horstdieter Wildner (à partir de 1991 pour le consistoire réuni)

Consistoire Région Est 1967-1991
- 1970-1980 : Willi Kupas
- 1982-1990 : Manfred Stolpe

à partir de 1991
- 198?–1994 : Horstdieter Wildner (pour le consistoire de la région Ouest jusqu'en 1991)
- 1994-2005 : Uwe Runge
- 2005-2015 : Ulrich Seelemann (de)
- 2015-2023 : Jörg Antoine (de)
- depuis 2023 : Viola Vogel

Prévôts au consistoire
- 1945-1959 : Hans Böhm (de) (1899-1962), directeur spirituel du département de Berlin
- 1946-1961 : Kurt Scharf (de), directeur spirituel du département de Brandebourg
- 1960-1969 : Martin Schutzka (de) (1908-1978), département de Berlin, par intérim de 1959 à 1960, à partir de 1961 uniquement pour les secteurs occidentaux

Région de l'Ouest 1967-1991
- 1960-1969 : Martin Schutzka, pour tout Berlin jusqu'en 1961
- 1970-1980 : Wilhelm Dittmann (de) (1915-1988)
- 1980-1990 : Uwe Hollm (de)[14]
- 1990-1991 : Karl-Heinrich Lütcke, par intérim

Région de l'Est 1967-1991
- 1961-1963 : Erich Andler (par intérim)
- 1963-1973 : Siegfried Ringhandt (de) (par intérim de 1963 à 1966)
- 1973-1984 : Friedrich Winter (de)
- 1984-1988 : Achim Giering (par intérim)
- 1988-1996 : Hans-Otto Furian (de) (à partir de 1991 pour l'Église réunifiée)

à partir de 1991
- 1988-1996 : Hans-Otto Furian (région Est jusqu'en 1991)
- 1996-2005 : Karl-Heinrich Lütcke (de)
- 2005-2015 : Friederike von Kirchbach
- 2015-2019 : Christian Stäblein (de)
- depuis 2020 : Christina-Maria Bammel